# Gerhard Noodt

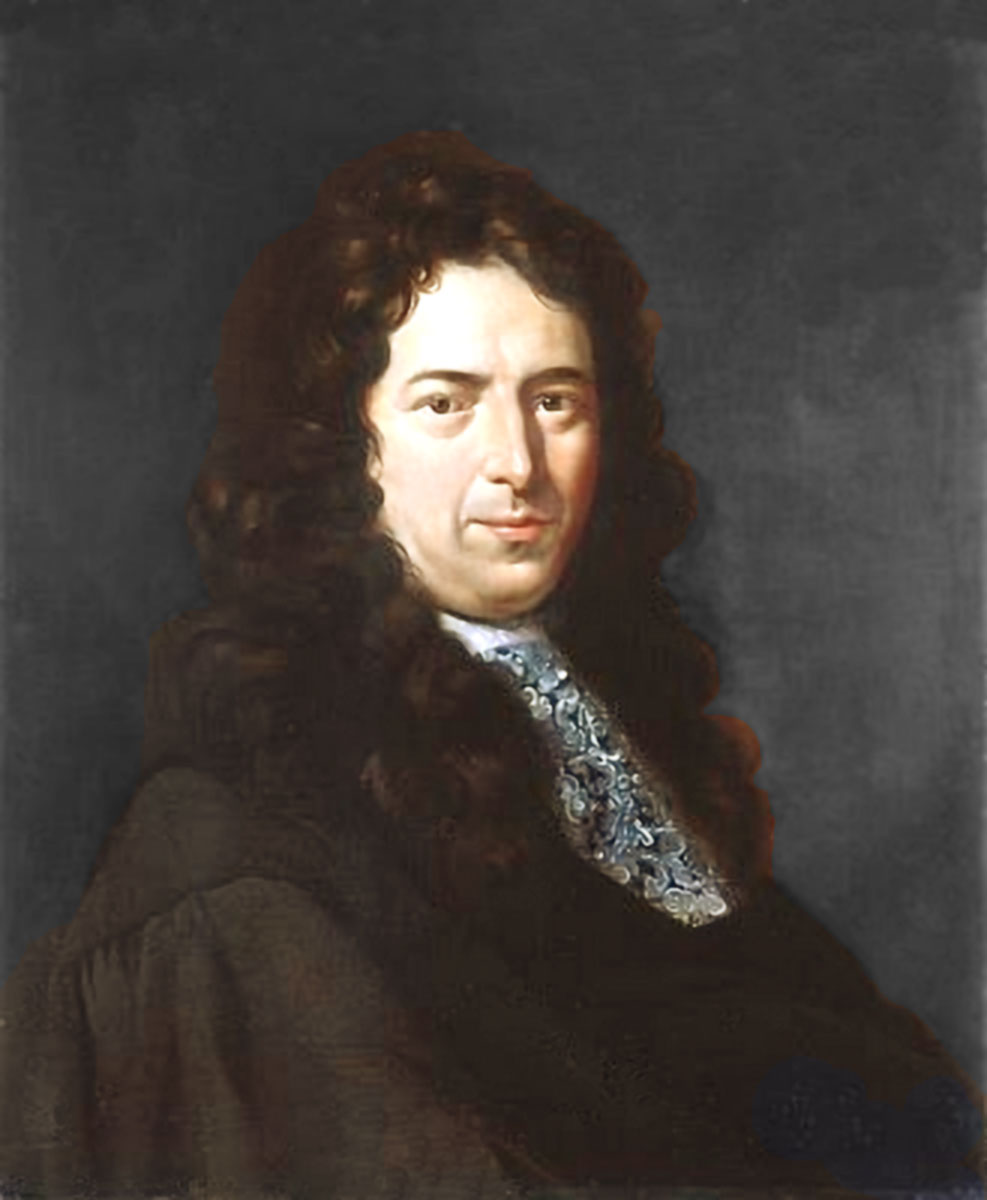
Gerhard Noodt

Gerhard Noodt (auch: Gerard Noodt; * 4. September 1647 in Nijmegen; † 15. August 1725 in Leiden) war Jurist der eleganten Schule in den Niederlanden, Rektor der Universität Leiden und Frühaufklärer.

## Leben
Der Sohn des Goldschmieds und Ratmannes Peter Noodt und dessen Frau Gisberte Biesman stammte aus einem angesehenen Nijmeger Bürgergeschlecht. Noodt besuchte ab 1647 die dortige Lateinschule und studierte als Sechzehnjähriger seit 1663 an der örtlichen neu errichteten Illustere Academie Nijmegen. Zunächst absolvierte er die philosophischen Grundfächer bei Johann Schultingh (1630–1666) in Rhetorik und Geschichte sowie bei Theodor Craanen (* um 1633/34; † 1688) in Mathematik und Philosophie. Unter Petrus de Greve begann er dann ein Studium der Rechtswissenschaften und hatte unter diesem 1668 zwei Rechtsdisputationen de Transactionibus und später de Adquirenda et retinenda et amittenda possessione abgehalten. Mit einundzwanzig Jahren wechselte er am 5. Oktober 1668 an die Universität Leiden, wo er bei Daniel Colonius der Jüngere (1608–1672), Adriaan Beeckerts van Thienen (1623–1669) und George Konrad Crusius (1644–1676) sein Studium der Rechtswissenschaften fortsetzte.
Aber auch die Vorlesungen von Johann Friedrich Gronovius (1611–1671) in Rhetorik und Literatur hatte er an der philosophischen Fakultät besucht. Ostern 1669 wechselte er an die Universität Utrecht und besuchte die Vorlesungen von Henricus Regius (1598–1684), Philipp Matthäus (1641–1690), Lucas van de Poll (1630–1713) und Johann Georg Graevius. Nach zwei Monaten zog er an die Universität Franeker, wo er am 9. Juni 1669 unter Taco van Glins (1619–1673) zum Doktor der Rechte promovierte. Nach kurzen Aufenthalten in Groningen, Harderwijk und Deventer kehrte er nach Nimwegen zurück, wo er sich als Anwalt betätigte. Nebenbei hatte er auch verschiedenen Schriften veröffentlicht, so dass man Noodt am 25. Dezember 1671 zum Professor an der Hochschule seiner Heimatstadt berief. Während jener Zeit hatte man ihm auch 1677 eine Professur an der Universität Duisburg angeboten, die er jedoch ausschlug.
Nachdem Ulrich Huber (1636–1694) 1679 seine Professur in Franeker niedergelegt hatte, fand man in Noodt einen geeigneten Nachfolger. In der Folge des Abgangs von Noodt wurde die Hochschule in Nimwegen aufgelöst. Sein neues Amt trat Noodt am 16. Oktober 1679 mit der Rede De Civili prudentia an, worin er das natürliche Völkerrecht und römisches Recht zum Studium empfahl. In Franeker hielt er Vorlesungen zu dem Werk De Jure belli ac pacis von Hugo Grotius. Schon 1680 und 1683 hatten die Kuratoren der Utrechter Hochschule versucht, ihn an ihre Einrichtung zu binden. Noodt konnte jedoch mittels einer erheblichen Gehaltszulage in Franeker gehalten werden. 1684 konnte er dem Utrechter Angebot nicht widerstehen und trat am 12. Februar des genannten Jahres seine Professur in Utrecht mit der Rede De Causis corruptae Jurisprudentiae an.
1686 wechselte er als Professor des niederländischen Staats- und Bürgerrechts an die Universität Leiden, eine Stelle, die er bis zu seinem Tod bekleidete. In Leiden hatte er sich zudem an den organisatorischen Aufgaben der Hochschule beteiligt und war 1698 sowie 1705 Rektor der Hochschule. Diese Ämter gab er 1699 mit der Rede Dissertatio de Jure summi Imperii et Lege regia (Leiden 1699) und 1706 mit der Rede De Religione ab Imperio jure gentium libera (Leiden 1706) wieder ab. Im zunehmenden Alter zeigten sich bei Noodt körperliche Gebrechen, mit denen er die letzten drei Jahre seines Lebens zu kämpfen hatte. Nach einem Besuch bei seinem Schwiegersohn starb er schließlich. Sein Leichnam wurde zum Begräbnisort seiner Eltern in Nimwegen überführt.

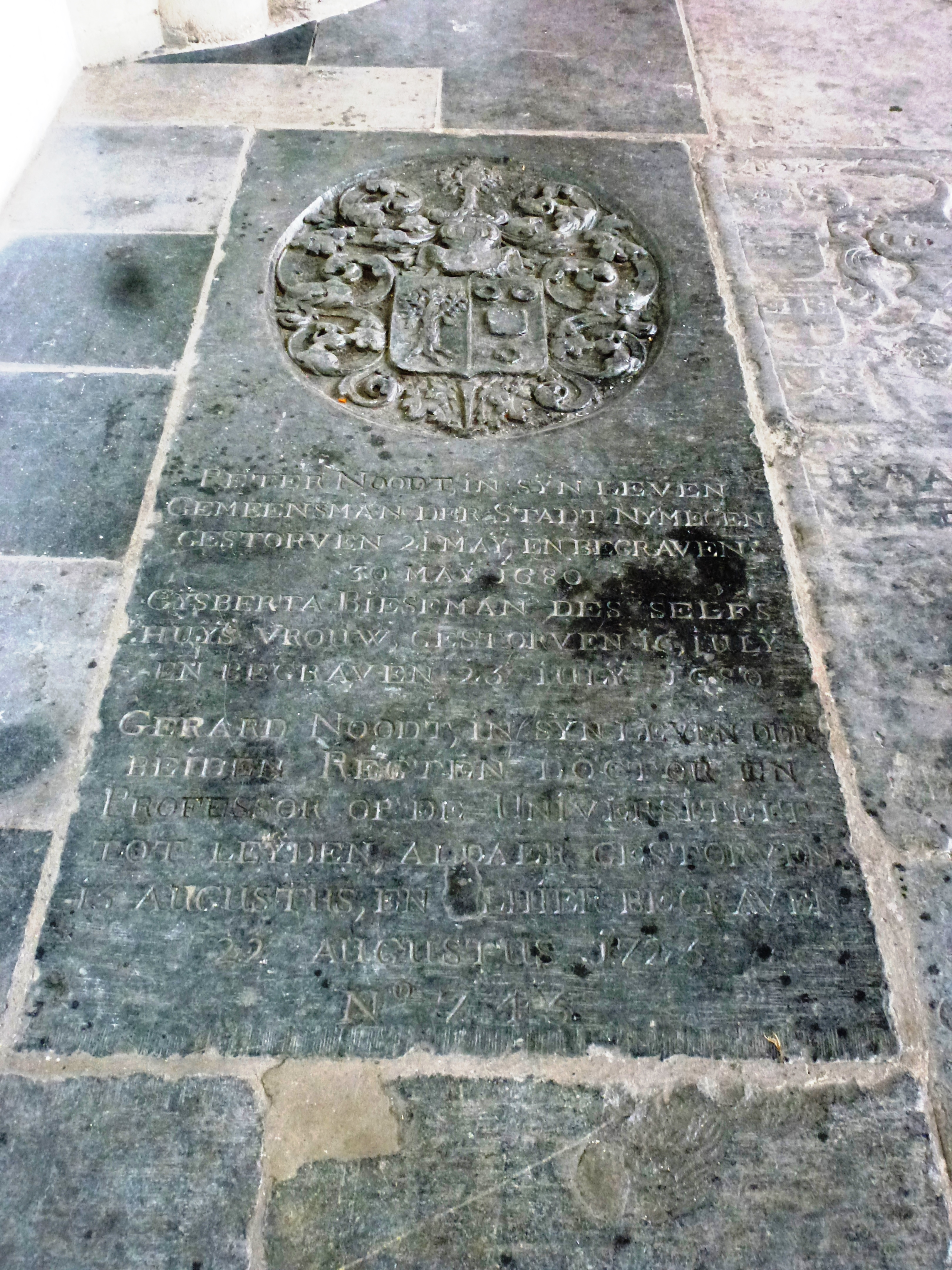
Grab von Gerard Noodt, Stevenskerk, Nimwegen

Aus seiner am 16. April 1686 geschlossenen Ehe mit Sara Marie van der Mark van Leur († Oktober 1698) aus Den Haag stammt seine einzige Tochter Sara Adriane, welche den Amsterdamer Johann Ham van der Ende, Sohn des Amsterdamer Advokats Abraham van der Ende, heiratete.

## Wirken
Noodt unterstützte die juristische Methodenlehre von Jacques Cujas. Im Gegensatz zu den Juristen des Usus modernus pandectarum, so beispielsweise der gleichaltrige und ebenfalls in Leiden lehrende Johannes Voet (1647–1713), untersuchte und lehrte er Römisches Recht in seiner klassischen Ausprägung und berücksichtigte nicht das zeitgenössische, einheimische Recht. Gleichzeitig forderte er aber auch die Einführung des Naturrechts als eigenes Lehrfach.
In seinen Leidener Rektoratsreden klingen aufklärerische Gedanken an. Noodt sprach sich dafür aus, dass dem Fürsten vom Volk die Macht wieder genommen werden könne (1699: Dissertatio de jure summi imperii et lege regia). In seiner zweiten berühmten Rede von 1706 vertrat er die Auffassung, dass die Untertanen gegenüber dem Herrscher in Religionsfragen absolut frei seien.
Zur heftig diskutierten Frage, ob es verboten sei, Zinsen zu nehmen, sprach Noodt sich gegen das Zinsverbot aus, trotz der eindeutig verneinenden Bibelstellen und eines päpstlichen Verbots. Er begründet dies damit, dass der Gewinn aus geliehenem Geld eigentlich dem Eigentümer zustehe, sodass es gerecht sei, den Eigentümer durch Zinsen zu entschädigen. Das biblische Zinsverbot hielt Noodt für unbeachtlich, da es kein jus gentium sei, sondern nur für die Juden untereinander gelte.

## Werke

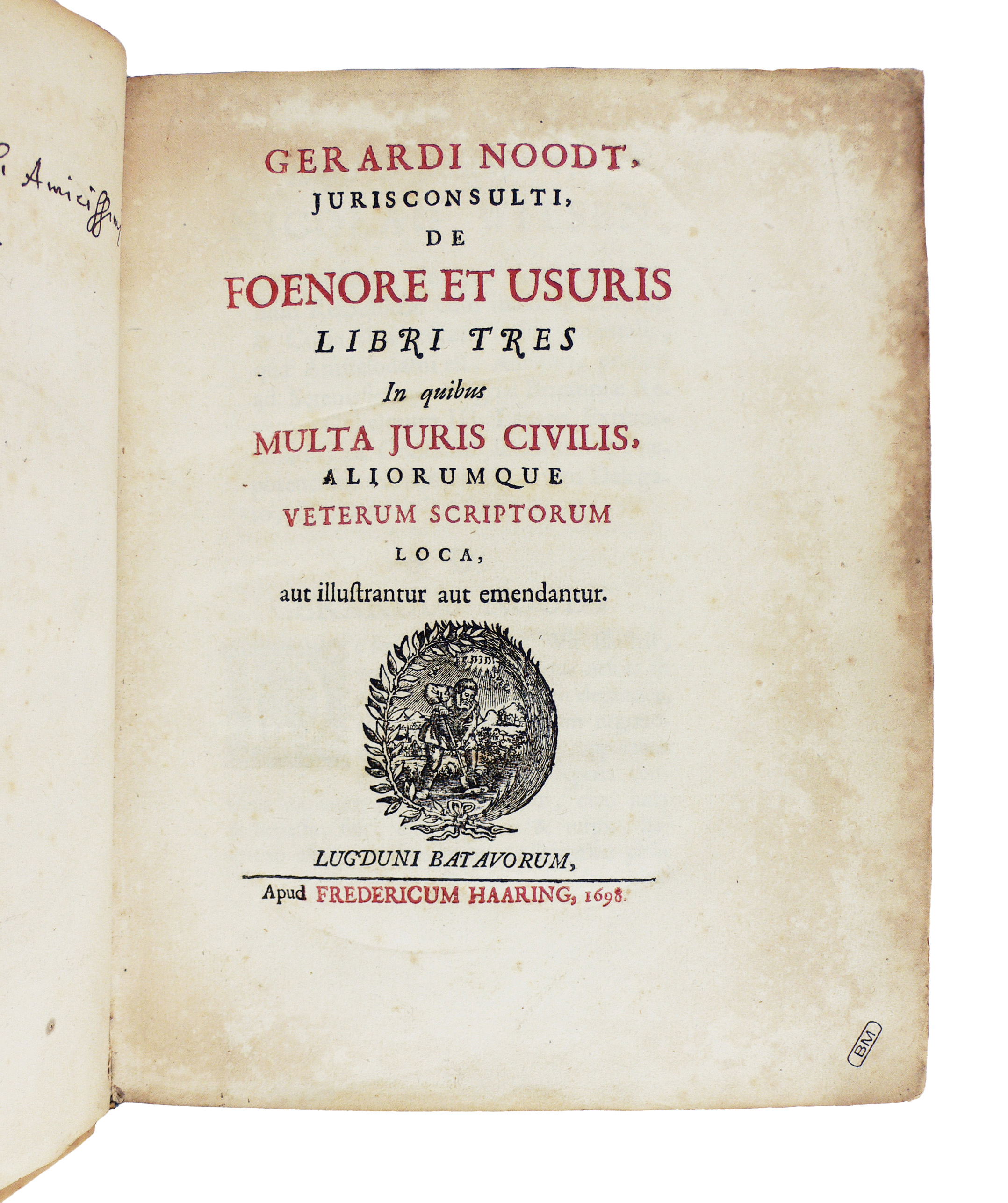
De foenore et usuris, 1698

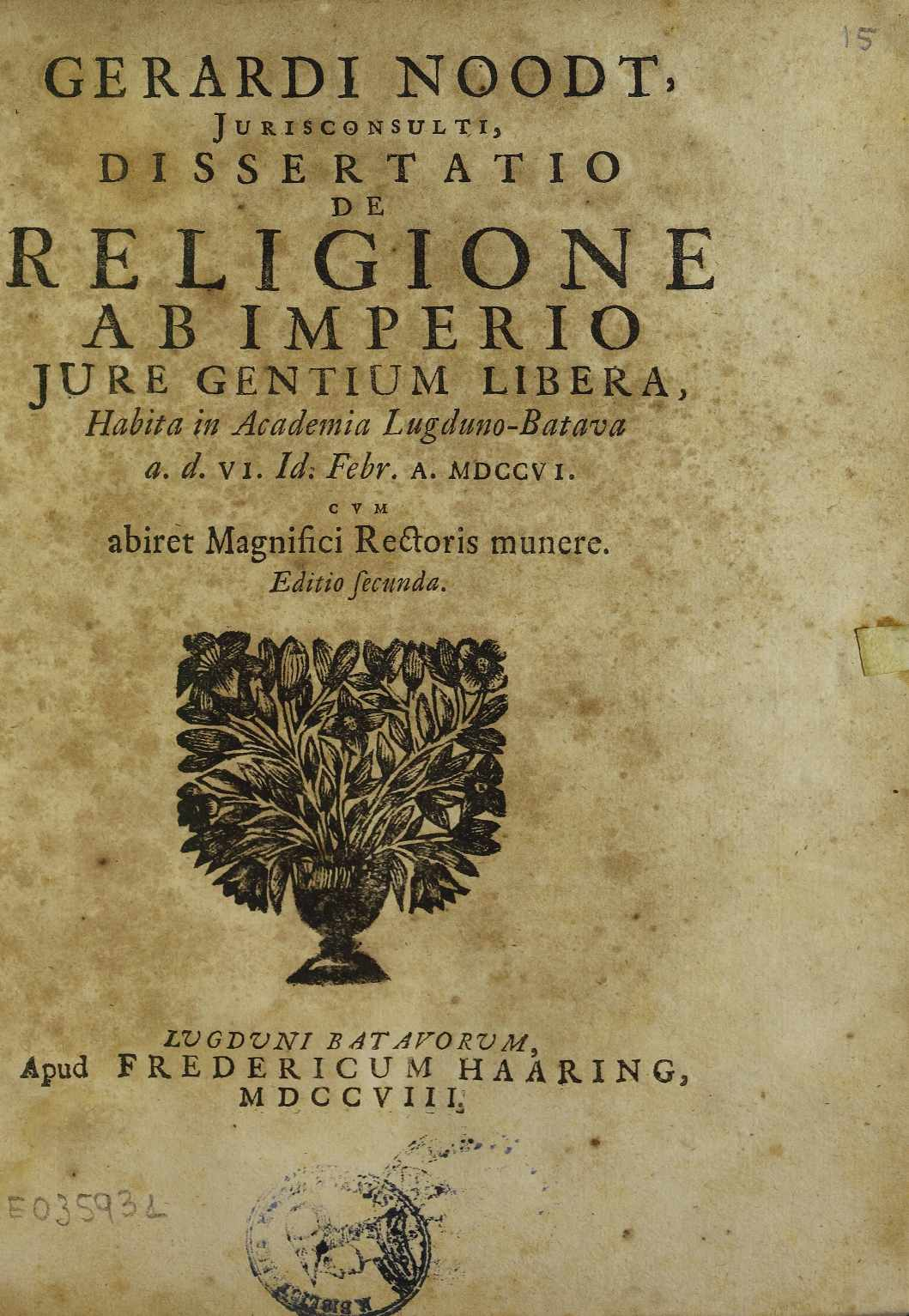
De religione ab imperio jure gentium libera, 1708

- Oratio funebris in obitum P. de Greve, jur. prof. Nijmegen 1678
- Probabilium Juris Liber primus, Leiden 1674, Liber II et III, Leiden 1679, Probabilium Liber IV, quibus accedunt de Jurtsdictione et Imperio Libri II et ad Legem Aquiliam Liber singularis. Leiden 1691, Notae ad Ger. Noodt J.C. et Antecessoris Probabilium Juris Civilis Liberos tres, Wittenberg 1681, Opuscula rariora, Traj. ad Rhen. Jac. van Lanckom. 1733
- Dissert. de Civili prudentia, habita Franekerae Frisiorum a.d. 6 Oct. A.M. DC. LXXIX, cum auspicaretur Juris Professionem. Franeker 1679
- Oratio de causis corruptae Jurisprudentiae, habita Ultraj. ad Rhen. Prid. Id. Febr. MDC. LXXXIV. Utrecht 1684
- De Foenore et Usuris Libri III, in quibus multa Juris Civilis, aliorumque Veterum Auctorum loca aut illustrantur, aut emendantur. Leiden 1698
- Dissertatio de iure summi Imperii et Lege Regia, habita in Acad. Lugd. Bat. d.d.V. Id. Febr. M. DC. XCIX cum Magnifici Rectoris munere abiret. Leiden 1699, in französischer Sprache Amsterdam 1707, 1714, 1731, In Englisch London 1708; in Niederländisch unter dem Titel Redevoering over het recht der Opperste Magt. Amsterdam 1784
- Opera Varia. Leiden 1705
- Julius Paulus, sive de Partûs expositione et nece apud Veteres, liber singularis. Leiden 1700, 1710,
- Diocletianus et Maximianus, sive de transactione et pactione Criminum liber singularis. Leiden 1704
- Dissertatio de Religione ab Imperio Jure Gentium libera, habita in Academiâ Lugduno-Batavâ, a.d. VI. Id. Febr. A.M. DCC. VI cum aboret Magnifici Rectoris munece. Leiden 1706; auch in Französisch, Englisch und Deutsch unter verschiedenen Titeln erschienen 1706, 1734, 1784, 1724.
  - De religione ab imperio jure gentium libera. Lyon 1708 (Latein, beic.it).
- Observationum Libri duo in quibus complura Juris civilis, aliorumque Veterum Scriptorum loca aut illustrantur aut emendantur. Leiden 1706, 2. Bd. 1713
- De formâ emendandi doli mali, in contrahendis negotiis admissi apud Veteres, Liber. Leiden 1709,
- Opera omnia, cum ante edita, tum adhuc inedita. Leiden 1713
- Comment. in D. Justiniani Digesta, sive Fandectas Juris enucleati ex omni Vetere Jure collecta; quorum prima pars in IV libros distributa; hoc volumine exponitur. Leiden 1716
- Amica Responsio ad difficultates Julio Paulo, sive Libro de Partûs expositione et nece, nuper notas a Viro Amptissimo Cornelio van Bijnkershoek, Jcto....Opusculo de Jure occidendi, vendendi et exponendi literos apud Romanos. Leiden 1722, 1723
- Opera omnia, ab ipso recognita, aucta, emendata multis in locis, atque in duos Tomos distributa, L.B. 1724, fol. T. I. p. 644. Tomus II continens: Comment. in D. Just. sanctissimi Principis, Libros XXVII Digestorum sive Pandectarum. Juris enucleati ex omni vetere jure cotlecti adhuc ineditum, praeterquam ad Libros priores IV, pp. 590. It. Huic novae Ed. inter alia accessit V. Cl. Joannis Barbeyracii Hist. Vita Auct. Narratio. Leiden 1735,
- Dit Responsum vindt men ook in het 3de deel der Utr. Consult. en is in het Lat vertaald door Alex. Arn. Pagenstecher, en gevoegd in zijn Irnerius injuriâ vapulans. Groningen 1702